# ポーター (オルゴールメーカー)
ポーター (Porter Music Box Company) は、アメリカ合衆国バーモント州に設立された高級オルゴールメーカーである。

## 歴史
1974年設立。創業者はドワイト・ポーターとメアリー・ポーター。ドワイトは、アンティークオルゴールのメンテナンスや修理を行いながら、かつてレジーナ社に在籍していたロイド・ケリーにオルゴール製作技術を学んだ。1974年にバーモント州に会社を設立し、これにより、米国で50年以上途絶えていたディスク式オルゴールの生産が復活した。設立翌年の1975年には、ドワイト自ら製作した最初のオルゴールが販売された（初号機は後にドワイト社長によって買い戻され、現在ポーターオルゴール博物館に展示されている）。
初期の頃は、ボルナンオルゴール社のオーナーであるルース・ボルナンによって、オルゴールの修理業務を提供され、経営支援や指導を受けた。ポーター社（ポーターオルゴール博物館）のウェブサイトには「ポーター社の今日があるのは彼のおかげである」と記されている。
1980年代には高級宝飾店や専門店での販路を開拓し、リュージュと並ぶ高級オルゴールメーカーの地位を確立していった。経営が完全に軌道に乗った1994年頃には、直営のオルゴール博物館とギフトショップを開設した。2009年現在、ポーターオルゴール博物館のウェブサイトからもオルゴールの購入が可能である。

## 特徴
ドワイト社長の「不完全な製品は世に出さない」という方針から、ディスクからキャビネットに至るまで、ほとんどのパーツが自社製造である。そのため、同社のオルゴールの価格は非常に高く設定されている（大型オルゴールであれば、高級車1台分の価格帯である）。また、シリンダータイプの小型オルゴールを除き全て職人によるハンドメイドである。

## 代表的な製品
- ツインディスクオルゴール - 2枚のディスクでステレオ再生が可能な大型オルゴール。同社の主力製品。
- スワンエリート - ベテラン職人による、豪華な象眼装飾を施した大型オルゴール。近年後継機としてスワンエリート２を開発し、発売された。2009年現在、スワンエリート３を研究・開発中である。（発売日未定）
- バロックオルゴール - 同社で最も厳格な規格で製作されている最高品質オルゴール。1台数百万円と、価格も最高級である。
- 小型オルゴール - イタリア製象眼キャビネットに日本製18弁シリンダーオルゴールをポーターの工場で組み立てた小型オルゴール。30弁タイプもある。同タイプの高級小型オルゴールは、リュージュや日本電産サンキョー商事も展開している。
- オルゴールディスク - 15.5インチ及び12.25インチの楽曲ディスク。クラシックから最新のポピュラーソングまで1000曲以上のラインナップがある。2000年初頭からは7インチの超小型ディスクも製造。
- CD - ポーターオルゴールの音源を収録したCD
- キャビネット - オルゴールの台座部分
- ムーブメント - オルゴールの動作機構部分

## ポリフォン・レジーナ互換ディスク
前述のように創業者がレジーナ社と関係が深いことから、レジーナ製と同じ15.5インチのオルゴールディスクを現在も生産している。また、レジーナ社はドイツのポリフォン社から独立した会社であるため、ポリフォンのディスクオルゴールとも互換性がある。従って、ポーター製のディスクを使用すれば、ポリフォンとレジーナ双方のアンティークオルゴールで最新曲を再生することも可能である。

## 最近の動向
大型製品主体のラインナップを見直し、7インチクラスの超小型ディスクオルゴールや日本電産サンキョー商事製のオルゴールムーブメントを筐体に組み込んだシリンダーオルゴールなど、手頃な価格のオルゴールの販売も行うようになった。また、ポーター製ディスクオルゴールの音源を収録したCDの販売も行っている。